# Berliner Straßengesetz
Das Berliner Straßengesetz (BerlStrG) ist ein Gesetz des Landes Berlin und regelt unter anderem die Zuständigkeiten, Nutzung, Bau, Gebrauch und Benennung der Straßen und Plätze in Berlin.
Die ursprüngliche Fassung ist vom 13. Juli 1999, beschlossen vom Abgeordnetenhaus von Berlin und veröffentlicht im Gesetz- und Verordnungsblatt Berlins. Die aktuell gültige Fassung wurde zuletzt geändert im Dezember 2024.
Teile des Straßengesetzes überschneiden sich mit dem Berliner Mobilitätsgesetz.

## Inhalt
Abschnitt I
- Allgemeine Vorschriften, Geltungsbereich, öffentliche Straßen

Abschnitt II
- Widmung, Einziehung, Teileinziehung, Benennung, Straßenverzeichnis

Abschnitt III
- Straßenbaulast, Gehwegüberfahrten

Abschnitt IV
- Gemeingebrauch und Sondernutzung, Duldungspflichten der Eigentümer, Bepflanzungen, Umleitungen

Abschnitt V
- Kreuzungen mit Gewässern

Abschnitt VI
- Planung von Straßen, Planfeststellung und Plangenehmigung, Enteignung

Abschnitt VII
- Zuständigkeitsregelungen, Straßenaufsicht, Ermächtigungen, Verarbeitung personenbezogener Daten

Abschnitt VIII
- Ordnungswidrigkeiten, Übergangs- und Schlussvorschriften